# Wahlström & Widstrand
Wahlström & Widstrand este o editură suedeză cu o tradiție lungă în publicarea de cărți.
Wahlström & Widstrand a fost înființată în 1884 de către doi vânzători de cărți din Stockholm, Per Karl Wahlström și Wilhelm Widstrand. Compania a început să publice cărți de ficțiune în 1890. Prima carte pe care au publicat-o a fost un volum de poezii al lui Claes Lagergren. În anii 1890 a început să publice romane. Editura a publicat în prima jumătate a secolului al XX-lea operele unor scriitori străini renumiți precum Hermann Hesse, Thomas Mann, Joseph Conrad, Maxim Gorki și Henri Bergson, iar mai târziu scriitori ca Franz Kafka în anii 1940, William Styron în anii 1950 și Joseph Heller în anii 1960. 
Numeroși scriitori suedezi valoroși au fost descoperiți de către editura Wahlström & Widstrand, iar aici au publicat autori prestigioși precum Per Wästberg, Tage Danielsson, Ulf Lundell, Lukas Moodysson, Jens Lapidus și Johan Theorin. Editura a publicat, de asemenea, operele mai multor câștigători ai Premiului Nobel precum Aleksandr Soljenițîn, Gabriel García Márquez, Derek Walcott, Wole Soyinka, Joseph Brodsky, José Saramago, V. S. Naipaul și Herta Müller. Wahlström & Widstrand face parte în prezent din divizia Bonnier Books a grupului editorial scandinav Bonnier.
Wahlström & Widstrand are o gamă largă și variată, cu un accent clar pe ficțiune, dar publică, de asemenea, manuale în multe domenii. Directoarea editurii este din 2008 Åsa Selling.